# Limnophila remota
Limnophila remota är en tvåvingeart som först beskrevs av de Meijere 1914.  Limnophila remota ingår i släktet Limnophila och familjen småharkrankar. Inga underarter finns listade i Catalogue of Life.